# Ліга плюща
Л́іга плюща́ (англ. Ivy League) — асоціація восьми найстаріших американських університетів (Браунський університет, Дартмутський коледж, Гарвардський університет, Колумбійський університет, Корнелльський університет, Єльський університет, Пенсильванський університет, Принстонський університет). Назва походить від гілок плюща, що обвивають старі будівлі у цих університетах. Вважається, що члени ліги відзначаються високою якістю освіти та певним снобізмом щодо інших американських університетів.
Ліга плюща — це спочатку спортивне об'єднання восьми приватних закладів вищої освіти, розташованих на сході США. Цей термін також часто використовують щодо цих восьми навчальних закладів, як єдиної групи. Він передбачає винятковість освіти, строгий відбір при вступі і схильність до своєрідного соціального елітизму.
Термін Ліга плюща став загальноприйнятим з 1954 року після утворення спортивного об'єднання NCAA Division I, коли американці значною мірою розділилися на уболівальників різних університетських спортивних (футбольних) команд. Проте, згодом поняття Ліга плюща поширилося й на інші сторони життя об'єднаних у ній університетів.
Університети Ліги плюща (чи «Ivies» — «Плющі») постійно перебувають серед 15 найкращих коледжів і університетів США за рейтингом журналу U.S. News and World Report. Вони належать до найбагатших академічних закладів світу, що дозволяє їм залучати найкращих студентів і викладачів.

## Члени Ліги
Університети Ліги плюща отримують чи не найбільші фінансові пожертви у світі, які забезпечують університетам достатні ресурси для їхніх академічних програм, фінансової допомоги, науково-дослідної діяльності. Станом на 2018 рік обсяг ендавменту (фінансових пожертв) Гарвардський університет становив 38.3 мільярда доларів, що є рекордом для всіх освітніх інституцій. Кожен університет залучає мільйони доларів на щорічне дослідницьке фінансування від федерального уряду та приватних джерел.
| Університет                 | Розташування                   | Спортивна назва | Бакалаври | Магістри | Всього студентів | Фонд 2014      | Академічний персонал | Девіз                                                                            |
| --------------------------- | ------------------------------ | --------------- | --------- | -------- | ---------------- | -------------- | -------------------- | -------------------------------------------------------------------------------- |
| Браунський університет      | Провіденс, штат Род-Айленд     | Brown Bears     | 6,316     | 2,333    | 8,649            | $3.2 мільярда  | 736                  | In Deo Speramus                                                                  |
| Дартмутський коледж         | Гановер, штат Нью-Гемпшир      | Big Green       | 4,248     | 1,893    | 6,141            | $4.5 мільярда  | 571                  | Vox clamantis in deserto                                                         |
| Гарвардський університет    | Кембридж, штат Массачусетс     | Crimson         | 7,181     | 14,044   | 21,225           | $36.4 мільярда | 4,671                | Veritas                                                                          |
| Колумбійський університет   | Нью-Йорк, штат Нью-Йорк        | Lions           | 7,160     | 15,760   | 22,920           | $9.2 мільярда  | 3,763                | In lumine Tuo videbimus lumen                                                    |
| Корнелльський університет   | Ітака, штат Нью-Йорк           | Big Red         | 13,931    | 6,702    | 20,633           | $6.2 мільярда  | 2,908                | I would found an institution where any person can find instruction in any study. |
| Єльський університет        | Нью-Гейвен, штат Коннектикут   | Bulldogs        | 5,275     | 6,391    | 11,666           | $23.9 мільярда | 4,140                | Lux et veritas                                                                   |
| Пенсильванський університет | Філадельфія, штат Пенсільванія | Quakers         | 10,337    | 10,306   | 20,643           | $9.6 мільярда  | 4,464                | Leges sine moribus vanae                                                         |
| Принстонський університет   | Принстон, штат Нью-Джерсі      | Tigers          | 5,113     | 2,479    | 7,592            | $21.0 мільярда | 1,172                | Dei sub numine viget                                                             |

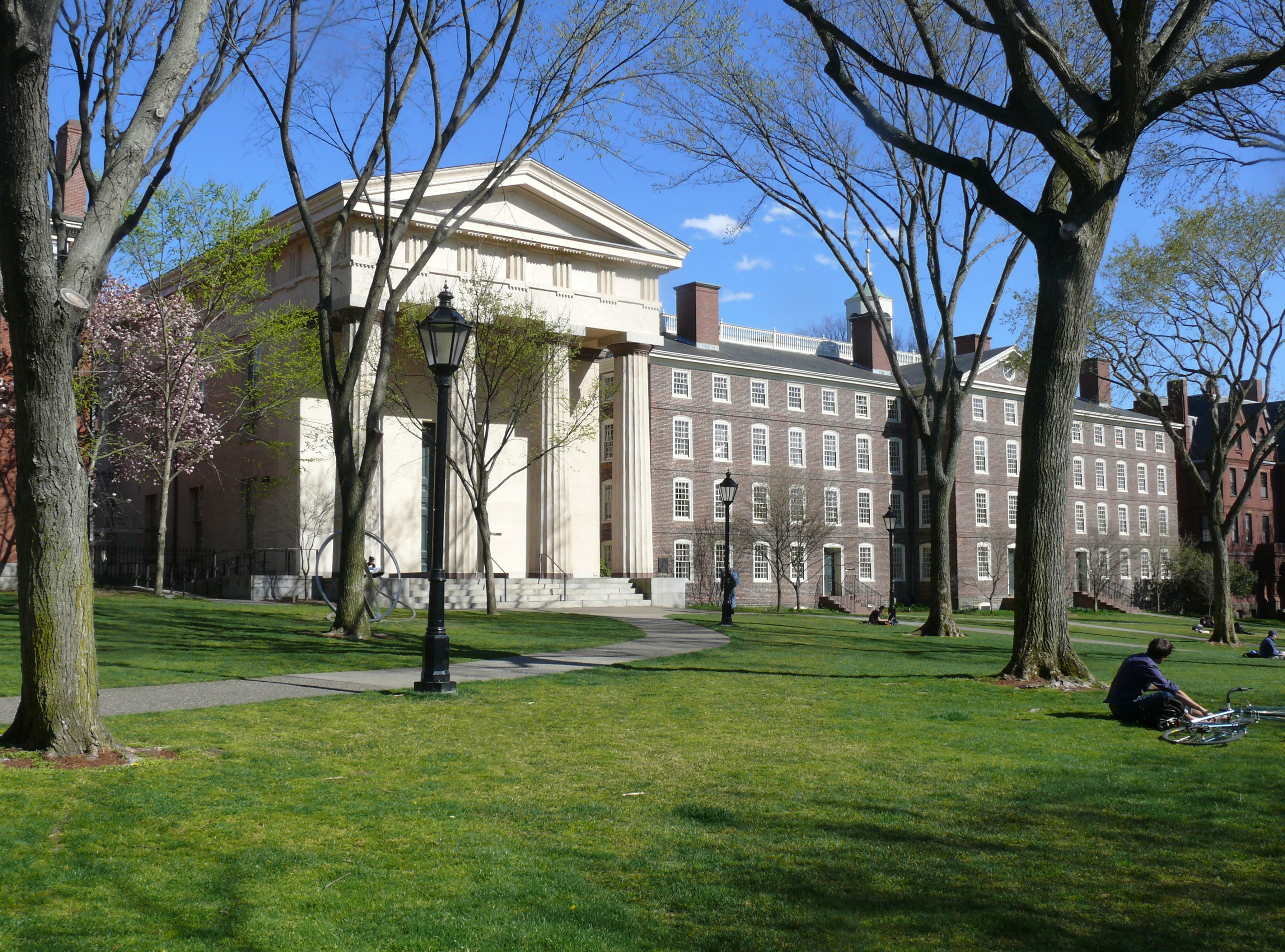
Браунський університет
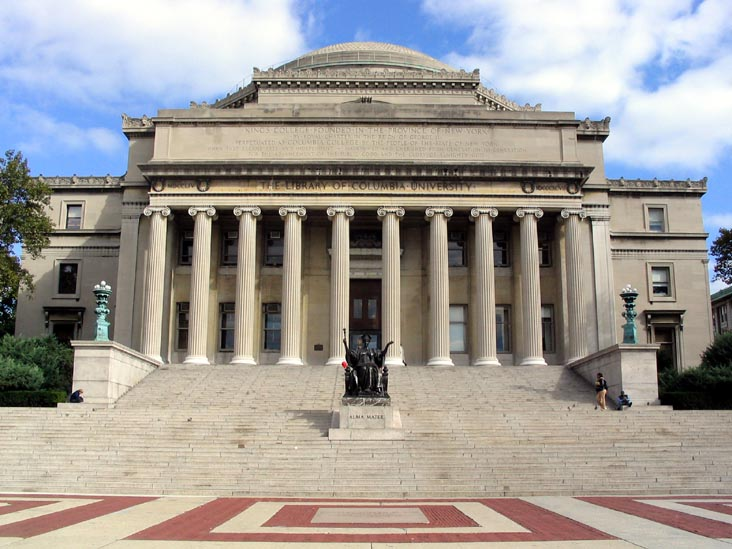
Колумбійський університет
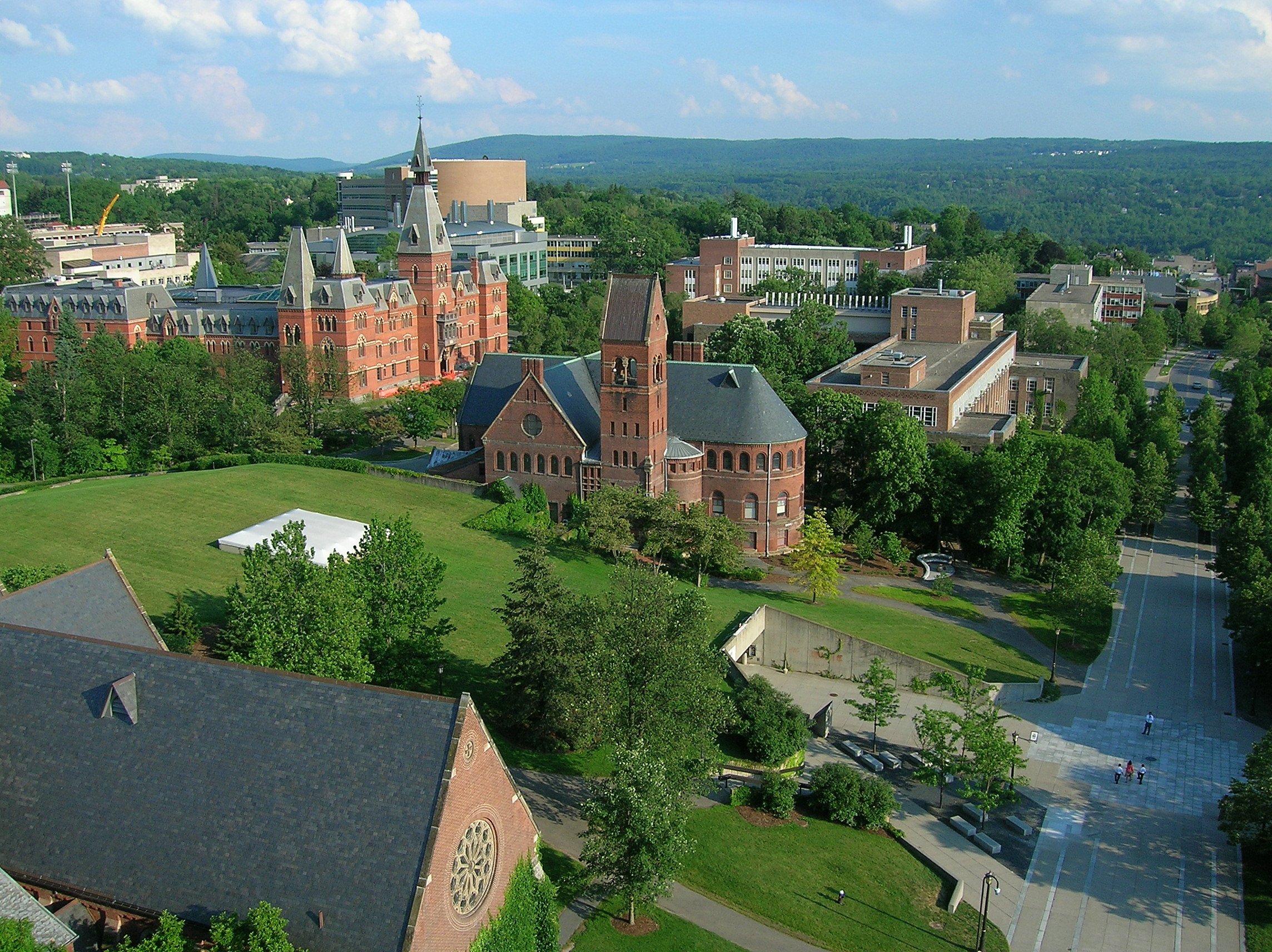
Корнелльський університет
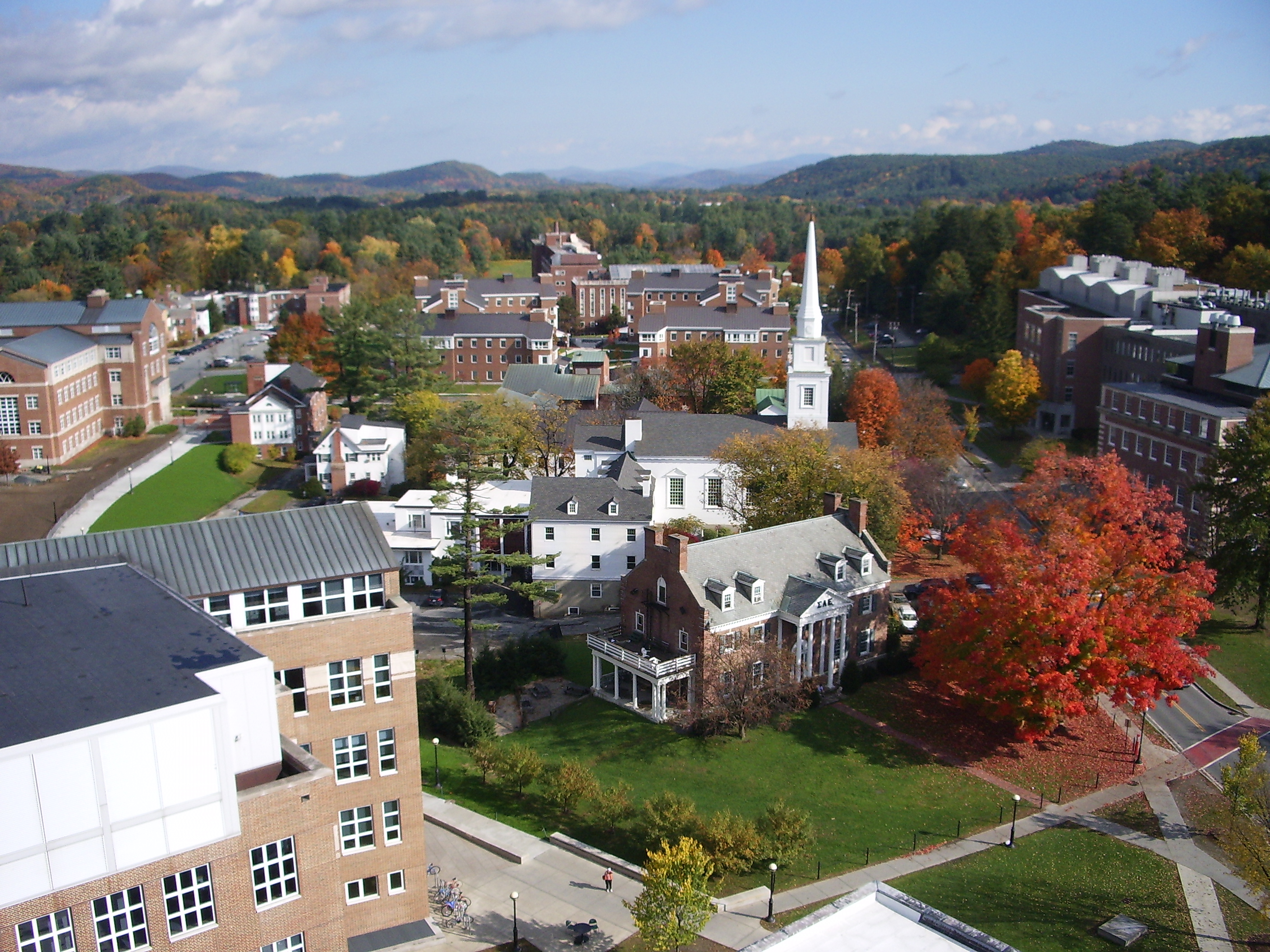
Дартмутський коледж
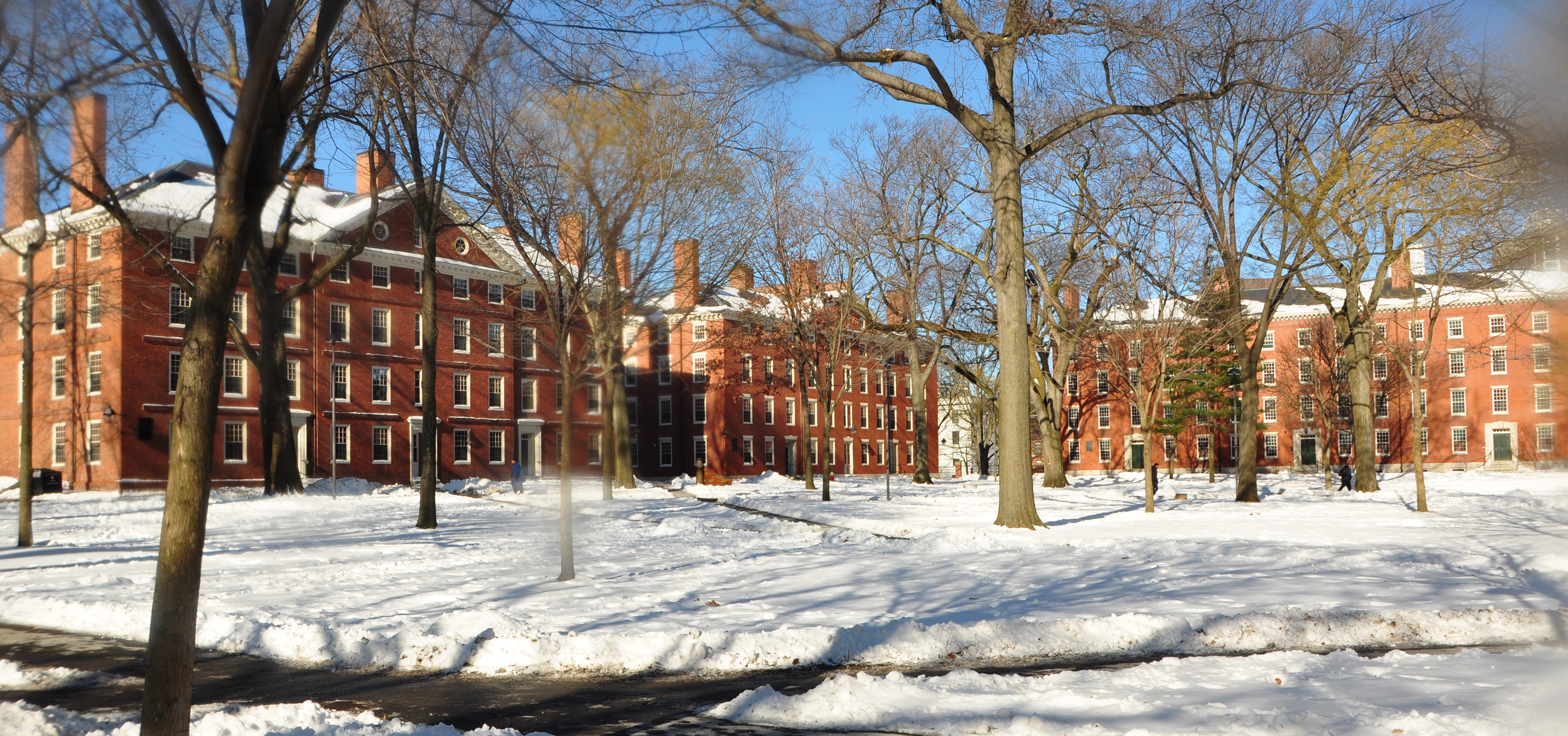
Гарвардський університет
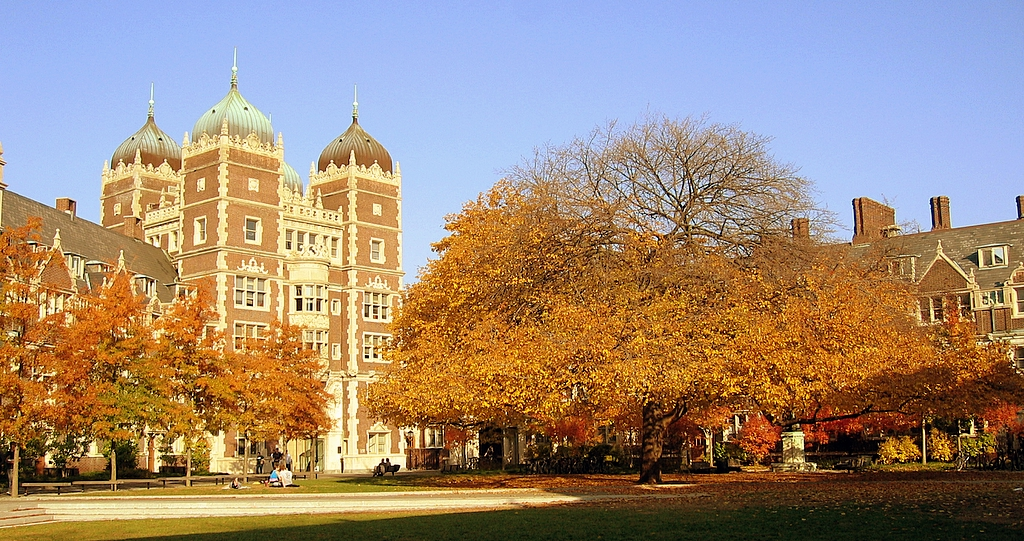
Пенсильванський університет
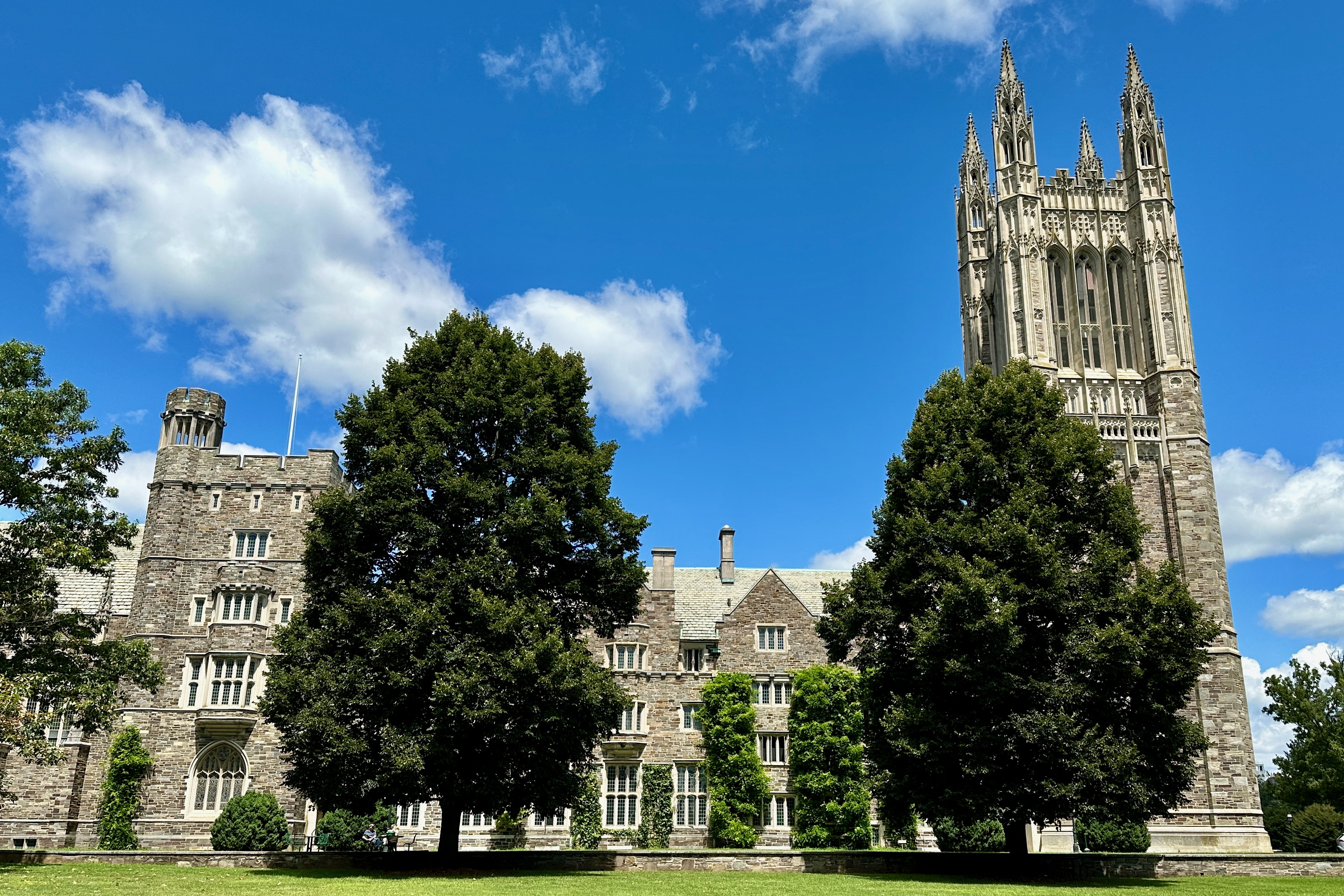
Принстонський університет
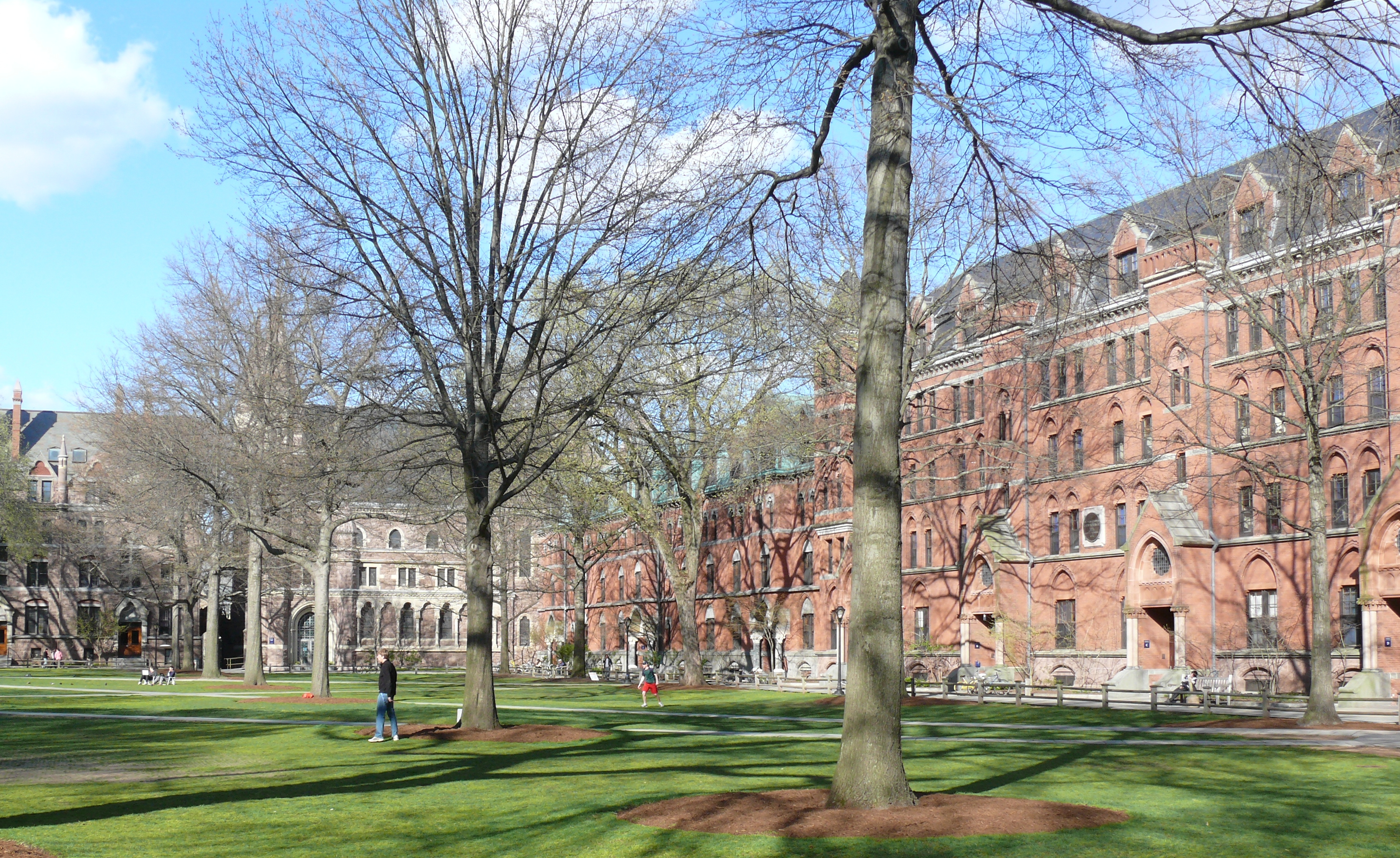
Єльський університет

## Навчальний процес
|          | Абітуріенти | Відсоток прийому |
| -------- | ----------- | ---------------- |
| Браун    | 30,432      | 8.6 %            |
| Колумбія | 32,952      | 6.9 %            |
| Корнелл  | 43,041      | 14.0 %           |
| Дартмуд  | 19,296      | 11.5 %           |
| Гарвард  | 34,295      | 5.9 %            |
| Пенн     | 35,868      | 9.9 %            |
| Принстон | 26,641      | 7.3 %            |
| Єль      | 30,932      | 6.3 %            |

| Університети | ARWU (2014) | Forbes (2014) | USNWR (2014) | Washington Monthly (2014) |
| ------------ | ----------- | ------------- | ------------ | ------------------------- |
| Браун        | 43          | 13            | 16           | 113                       |
| Колумбія     | 7           | 20            | 4            | 51                        |
| Корнелл      | 11          | 31            | 15           | 39                        |
| Дартмуд      | 78-104      | 18            | 11           | 54                        |
| Гарвард      | 1           | 7             | 2            | 10                        |
| Пенн         | 14          | 12            | 8            | 41                        |
| Принстон     | 5           | 4             | 1            | 27                        |
| Єль          | 9           | 6             | 3            | 57                        |

### Вступ
Школи Ліги Плюща з дуже вибірковою частотою прийому, починаючи з 2000 року від 6 до 16 відсотків у кожному з університетів. Допускаються студенти які приїжджають з усього світу, хоча студенти з Нової Англії і Північного сходу США становлять значну частину студентів.

### Престиж
Члени Ліги були високо оцінені різними університетськими рейтингами.

Крім того, члени Ліги плюща випустили багато нобелівських лауреатів, переможців Нобелівської премії та Нобелівської премії в галузі економічних наук. Найбільшим за кількістю нобелівських лауреатів є: Гарвардський університет — 153 нобелівських лауреатів, найбільше з усіх університетів у світі. Наступні — це Колумбія — 101 лауреат, Єль — 52, Корнелл — 45, Принстон — 37 і Пенн — 29 нобелівських лауреатів.

### Співпраця
Співпраця між членами шкіл ілюструється під керівництвом студентської Ради Плюща, який збирається восени і навесні кожного року, за участю представників кожної школи Ліги Плюща. Керівний орган Ліги Плюща є група президентів ради Плюща, складається з президента кожного університету. У ході зустрічей президенти часто обговорюють загальні процедури та ініціативи для вузів.

## Культура

### Мода і стиль життя
Різні модні тенденції та стилі вийшли з кампусів Ліги плюща протягом довгого часу. Модні тенденції, такі як Ліга Плюща і преппі, часто пов'язані з Лігою Плюща і його культурою.
Стиль Ліги плюща це стиль чоловічого одягу, популярного в кінці 1950-х років, як вважають, виникла в кампусах Ліги Плюща. У магазини одягу J. Press і Brooks Brothers представляють, мабуть, квінтесенцією одягу Ліги Плюща. Стиль Ліги Плюща, як кажуть, попередник Преппі.
Мода Преппі почалася близько 1912 до кінця 1940-х років і 1950-х років, як стиль одягу Ліги плюща. J. Press являє собою квінтесенцію одягу Преппі, що випливають з колегіальних традицій, які сформували субкультуру Преппі. У середині ХХ століття J. Press і Brooks Brothers, відкрили магазини в містечках шкіл Ліги Плюща, включаючи Гарвард, Принстон, Єль.
Деколи типовий стиль Преппі також відображає традиційне дозвілля вищого класу Нової Англії, такі як верхова їзда, вітрильний спорт, полювання, фехтування, веслування, лакрос, теніс, гольф, регбі та інші. Здавна відкрите спорядження Нової Англії, такі як LL Bean, стало частиною Преппі. Це можна побачити в спортивних смугах і кольорах: кінного одягу, картатих сорочках, куртках і польових морських тематичних аксесуарах. Відпочинок в Палм-Біч, штат Флорида, давно популярний у вищого класу на Східному узбережжі, призвів до появи яскравих кольорових поєднань, які можна побачити в деяких брендах, таких як Ліллі Пулітцер. До 1980 інші бренди, такі як Lacoste, Izod і Dooney & Bourke стали асоціюватися зі стилем Преппі.
Сьогодні ці стилі продовжують бути популярними як в кампусах Ліги Плюща та на всій території США, так і за кордоном, і часто позначені як «Класичний американський стиль» або «Традиційний американський стиль».